# Nikola Petrić
Nikola Petrić (in serbo Никола Петрић?; Čačak, 11 maggio 1991) è un calciatore serbo, portiere del Borac Čačak.

## Carriera
Petrić ha svolto tutta la trafila delle giovanili nella squadra principale della sua città natale, il Borac Čačak.
Tra l'agosto e il settembre del 2010 ha collezionato le prime 4 presenze a livello senior, giocando in prestito al Mladost Lučani in SuperLiga. Ritornato al Borac il successivo gennaio, non ha più giocato fino al maggio 2012, quando è stato utilizzato nelle ultime due giornate della SuperLiga 2011-2012 con la squadra che di fatto era già retrocessa.
A seguito della discesa del Borac Čačak in seconda serie, Petrić è diventato il nuovo portiere titolare, ricevendo successivamente anche la fascia di capitano. La squadra è tornata a militare in SuperLiga nel 2014-2015, ma dopo la pausa invernale Petrić non è stato più schierato a causa della sua volontà di non rinnovare il contratto in scadenza a giugno.
Nel giugno del 2015 è stato così libero di firmare, da svincolato, un contratto con il Čukarički. Ha scelto la maglia numero 1 lasciata libera dalla partenza di Borivoje Ristić, ma nel corso dell'intera annata 2015-2016 è stato la riserva di Nemanja Stevanović. La cessione di quest'ultimo al Partizan gli ha permesso di essere titolare durante il campionato 2016-2017.
Il 7 agosto 2017 è stato ufficializzato il ritorno di Petrić al Mladost Lučani, questa a volta a titolo definitivo con un contratto di due anni. Anche in questo caso però la sua permanenza al Mladost è durata pochi mesi, poiché nella sessione invernale di mercato ha lasciato la Serbia per firmare con gli svedesi del Brommapojkarna. Qui ha raccolto l'eredità del connazionale Budimir Janošević e ha disputato tutte e 30 le partite dell'Allsvenskan 2018. Nonostante il contratto triennale in essere, ha lasciato la squadra dopo una sola annata, conclusa con la retrocessione in Superettan dopo gli spareggi.
Nel febbraio 2019 ha firmato per un anno e mezzo con il Panachaïkī, nella seconda serie greca.